# 飯野勝己
飯野 勝己（いいの かつみ、1963年7月 - ）は、日本の編集者、哲学者（コミュニケーション論・メディア論・言語哲学・文章表現法）。学位は博士（文学）（東北大学・2006年）。静岡県立大学国際関係学部教授・大学院国際関係学研究科教授。
時事通信社を経て平凡社に勤務し、「平凡社新書」編集長などを歴任した。

## 来歴

### 生い立ち
1963年に生まれた。東北大学に進学し、文学部の哲学科にて哲学を学んだ。1987年に東北大学を卒業すると、そのまま同大学の大学院に進学した。文学研究科の哲学専攻にて研究を重ね、1989年に博士前期課程を修了した。
その後、2000年代に入ってから、再び東北大学の大学院の門を叩き、文学研究科の文化科学専攻にて学んだ。2006年に後期三年博士課程を修了し、博士（文学）の学位を取得した。

### 編集者として
東北大学大学院の博士前期課程を修了した1989年に時事通信社に入社し、1997年12月まで同社に勤務した。1998年1月に平凡社に入社し、「平凡社新書」の起ち上げに参画し、1999年の発刊に漕ぎ着けた。その後は、同社の新書編集部にて編集者として活動し、氏家幹人の『大江戸死体考』、吉田菊次郎の『デパートB1物語』、八木谷涼子の『キリスト教歳時記』などを手がけた。2001年より「平凡社新書」の編集長に就任した。また、「平凡社新書」以外の業績としては、「平凡社ライブラリー」において、ルートヴィヒ・ウィトゲンシュタインに関する書籍を複数手がけており、ノーマン・マルコムの『ウィトゲンシュタイン』の復刊や、スティーヴン・トゥールミンとジャニクによる『ウィトゲンシュタインのウィーン』の企画を担当した。
2009年3月に退職するまでの間に、幾つかの大学にて非常勤で教鞭を執っており、2006年10月から2012年3月にかけて埼玉県立大学の講師、2007年4月から2009年3月にかけて東洋大学の講師を務めた。

### 研究者として
平凡社を退職後、2009年4月より静岡県立大学国際関係学部国際関係学科の准教授に就任した。また、大学院国際関係学研究科准教授を兼任する。他の教育・研究機関でも教鞭を執っており、2009年5月より国立看護大学校の講師も兼任していた。
2019年10月に教授となり、2020年4月からは、新設された静岡県立農林環境専門職大学にて生産環境経営学部の講師も兼任し、主として生産環境経営学科の講義を担当した。

## 研究
専門は哲学であり、日本哲学会、日本科学哲学会、東北哲学会に所属している。ただ、実際の研究については、哲学だけでなく、コミュニケーション学をはじめとする他の学問とも関わりの深い分野に取り組んでいる。具体的には、コミュニケーション論、メディア論、言語哲学、文章表現法など、学際的な分野を研究している。自身における主要な研究テーマとして3つを挙げており、「コミュニケーションとメディアの倫理」、「言語とコミュニケーションの哲学」、「メディアと人間の世界像」だとしている。

## 略歴
- 1963年7月 - 誕生
- 1987年3月 - 東北大学文学部哲学科卒業
- 1989年3月 - 東北大学大学院文学研究科哲学専攻博士前期課程修了
- 1989年4月 - 時事通信社入社
- 1998年1月 - 平凡社入社
- 2006年9月 - 東北大学大学院文学研究科文化科学専攻博士課程後期3年修了
- 2006年10月 - 埼玉県立大学非常勤講師（2012年3月まで）
- 2007年4月 - 東洋大学非常勤講師（2009年3月まで）
- 2009年4月 - 静岡県立大学国際関係学部准教授
- 2009年5月 - 国立看護大学校非常勤講師
- 2019年10月 - 静岡県立大学国際関係学部教授
- 2020年4月 - 静岡県立農林環境専門職大学生産環境経営学部講師[8]

## 著作

### 単著
- 『言語行為と発話解釈――コミュニケーションの哲学に向けて』勁草書房、2007年。ISBN 9784326101733

### 寄稿
- 「話し手の意味と聞き手の意味――『共有信念』から『共在条件』へ」『思索』32号、東北大学哲学研究会、1999年、107-125頁。
- 「文とコミュニケーション」『東北哲学会年報』17号、東北哲学会、2001年4月30日、28-40頁。
- 「グライスの重層意図説――意味の根源的理論か、コミュニケーション構造の洞察か」『文化』67巻1・2号、東北大学文学会、2003年、126-146頁。
- 「発語内の力はどこに宿るのか」『科学哲学』36巻1号、日本科学哲学会、2003年、107-120頁。
- 「言語行為論の三つのドグマ――一発話主義、慣習主義、発語内の力」『東北哲学会年報』20号、東北哲学会、2004年5月31日、82-83頁。
- 「メディア倫理を改めて始めるために」『国際関係・比較文化研究』9巻1号、静岡県立大学国際関係学部、2010年9月17日、61-77頁。
- 「死体と倫理――メディア表象の臨界をめぐって」『東北哲学会年報』27号、東北哲学会、2011年、15-29頁。

### 翻訳
- Ｊ． Ｌ・オースティン『言語と行為――いかにして言葉でものごとを行うか』講談社学術文庫、2019年

## 関連人物
- 氏家幹人
- スティーヴン・トゥールミン
- ノーマン・マルコム
- 吉田菊次郎
- ルートヴィヒ・ウィトゲンシュタイン